# ジュリー・クローン

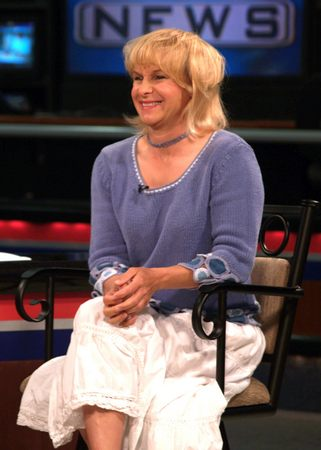
現役引退後のジュリー・クローン

ジュリー・クローン（Julie Krone、1963年7月24日 - ）は、アメリカ合衆国の競馬騎手（女性騎手）である。ミシガン州・ベントンハーバー生まれ。ベルモントステークスやブリーダーズカップに優勝した。

## 略歴
1981年に騎手デビュー。1989年にはスポーツイラストレイテッド誌の同年5月22日号の表紙を飾っている。
1993年、コロニアルアッフェアーに騎乗してベルモントステークスに優勝。女性騎手として初めてアメリカ三冠競走を勝利した。
1994年にはアメリカ大手のスポーツ専門チャンネルのESPNが全ジャンルのスポーツ選手から前年度最も活躍した選手を男女1名ずつ表彰するESPY賞の女子部門を受賞した。尚、2020年現在、男女を問わずこの賞を受賞した騎手はクローン以外にいない。
落馬事故により1999年に一旦引退し、ブランクがあったが2002年11月1日に現役復帰、11月7日のハリウッドパーク競馬場でジェイドヴィクセンに騎乗して復帰後の初勝利を飾っている。同年12月26日にはデボネアジョーでマリブステークスを制し復帰後初となるG1勝利を挙げた。
翌2003年のブリーダーズカップ・ジュヴェナイルフィリーズではハーフブライドルドに騎乗し優勝。こちらも女性騎手初優勝（ブリーダーズカップ全競走においても）となった。しかしその数週間後に肋骨を数本骨折してしまい、復帰したものの2004年7月8日に2度目の引退を表明。通算3704勝という成績を残した。うち重賞競走での勝利数は130勝以上であった。
現在の夫は競馬専門誌デイリーレーシングフォームの執筆者。子供は2人いる。
2000年には女性騎手初のアメリカ競馬殿堂入りを果たしている。

### 来日歴
1990年秋から冬にかけてジャパンカップやワールドスーパージョッキーズシリーズ騎乗のため来日し、同年11月24日の東京競馬場の騎手招待競走・インターナショナルジョッキーズをサイバーフィールドで優勝。日本の中央競馬で騎乗・勝利した初の女性騎手として話題となった。